# Паррот (лунный кратер)
Кратер Паррот (лат. Parrot) — большой древний ударный кратер в южном полушарии видимой стороны Луны. Название присвоено в честь российского естествоиспытателя и врача Иоганна Фридриха Паррота (в России Иван Егорович Паррот) (1792—1840) и утверждено Международным астрономическим союзом в 1935 г. Образование кратера относится к донектарскому периоду.

## Описание кратера
Ближайшими соседями кратера являются кратер Альфонс на западе; кратеры Клейн и Аль-Баттани на севере; кратер Фогель на востоке; кратер Аргеландер на востоке-юго-востоке; кратер Эри на юго-востоке и кратер Арзахель на юго-западе. На западе-юго-западе от кратера Паррот расположено Море Облаков. Селенографические координаты центра кратера 14°34′ ю. ш. 3°17′ в. д. / 14,57° ю. ш. 3,29° в. д., диаметр 70,7 км, глубина 2080 м.
Кратер Паррот имеет полигональную форму, практически полностью разрушен и трудно различим на фоне окружающей местности. Вал сглажен и перекрыт множеством кратеров различного размера, лучше всего сохранилась восточная и юго-восточная часть вала, при этом последняя прорезана несколькими узкими долинами, образование которых видимо связано с импактом сформировавшим Море Дождей. Дно чаши пересеченное, северная часть чаши занята останками нескольких крупных кратеров. Центральный пик является частью хаотичного массива хребтов и достигает высоты 600 м. Чаша кратера имеет яркость 3° по таблице яркостей Шрётера.
На юге от кратера располагается область затопленная лавой, имеющая неофициальное наименование бассейн Лоро. В северной части данной области расположена вихреподобная структура с высоким альбедо.

## Сателлитные кратеры
| Паррот | Координаты                                          | Диаметр, км |
| ------ | --------------------------------------------------- | ----------- |
| A      | 15°20′ ю. ш. 2°05′ в. д. / 15,33° ю. ш. 2,08° в. д. | 20,2        |
| B      | 13°38′ ю. ш. 2°25′ в. д. / 13,64° ю. ш. 2,41° в. д. | 8,3         |
| C      | 18°34′ ю. ш. 1°14′ в. д. / 18,57° ю. ш. 1,23° в. д. | 29,6        |
| D      | 14°14′ ю. ш. 3°36′ в. д. / 14,23° ю. ш. 3,6° в. д.  | 22,1        |
| E      | 16°00′ ю. ш. 2°13′ в. д. / 16° ю. ш. 2,21° в. д.    | 19,8        |
| F      | 16°07′ ю. ш. 1°23′ в. д. / 16,12° ю. ш. 1,39° в. д. | 18,4        |
| G      | 17°26′ ю. ш. 2°32′ в. д. / 17,43° ю. ш. 2,54° в. д. | 28,2        |
| H      | 17°37′ ю. ш. 1°10′ в. д. / 17,62° ю. ш. 1,17° в. д. | 17,6        |
| J      | 17°02′ ю. ш. 1°47′ в. д. / 17,03° ю. ш. 1,78° в. д. | 23,8        |
| K      | 14°05′ ю. ш. 1°35′ в. д. / 14,09° ю. ш. 1,58° в. д. | 38,1        |
| L      | 18°03′ ю. ш. 0°55′ в. д. / 18,05° ю. ш. 0,91° в. д. | 6,4         |
| M      | 18°00′ ю. ш. 1°56′ в. д. / 18° ю. ш. 1,93° в. д.    | 6,2         |
| N      | 13°47′ ю. ш. 0°26′ в. д. / 13,79° ю. ш. 0,43° в. д. | 4,5         |
| O      | 16°58′ ю. ш. 2°32′ в. д. / 16,96° ю. ш. 2,54° в. д. | 9,4         |
| P      | 18°44′ ю. ш. 2°55′ в. д. / 18,74° ю. ш. 2,92° в. д. | 5,3         |
| Q      | 15°07′ ю. ш. 1°04′ в. д. / 15,12° ю. ш. 1,06° в. д. | 4,7         |
| R      | 13°32′ ю. ш. 3°09′ в. д. / 13,53° ю. ш. 3,15° в. д. | 10,1        |
| S      | 15°56′ ю. ш. 3°33′ в. д. / 15,94° ю. ш. 3,55° в. д. | 9,8         |
| T      | 15°55′ ю. ш. 4°08′ в. д. / 15,92° ю. ш. 4,14° в. д. | 6,8         |
| U      | 14°01′ ю. ш. 4°26′ в. д. / 14,02° ю. ш. 4,44° в. д. | 7,3         |
| V      | 13°15′ ю. ш. 0°48′ в. д. / 13,25° ю. ш. 0,8° в. д.  | 27,4        |
| W      | 13°11′ ю. ш. 1°28′ в. д. / 13,19° ю. ш. 1,47° в. д. | 5,0         |
| X      | 14°32′ ю. ш. 1°52′ в. д. / 14,53° ю. ш. 1,86° в. д. | 3,8         |
| Y      | 13°56′ ю. ш. 0°41′ в. д. / 13,94° ю. ш. 0,69° в. д. | 9,8         |

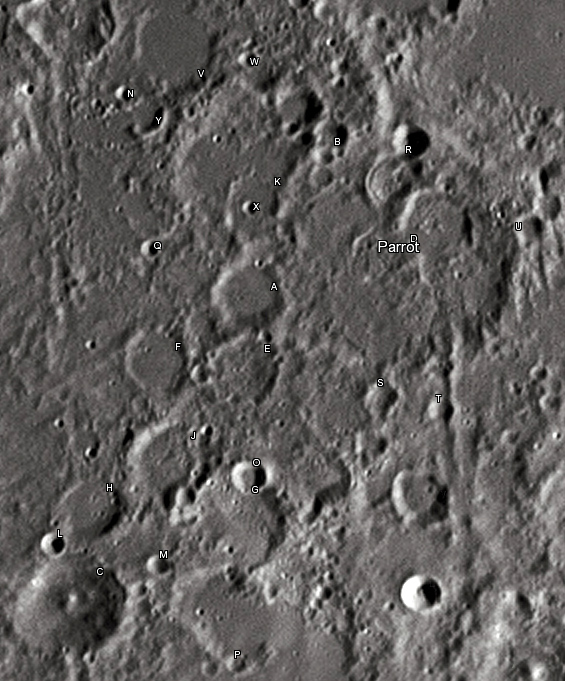
Снимок Девида Кемпбелла.

- Небольшой безымянный кратер примыкающий к южной части сателлитного кратера Паррот R имеет двойной вал в западной части.

## См.также
- Список кратеров на Луне
- Лунный кратер
- Морфологический каталог кратеров Луны
- Планетная номенклатура
- Селенография
- Минералогия Луны
- Геология Луны
- Поздняя тяжёлая бомбардировка